# Anema e core (Serena Brancale)
Anema e core è un singolo della cantautrice italiana Serena Brancale, pubblicato il 12 febbraio 2025.
Il brano è stato presentato in gara durante la 75ª edizione del Festival di Sanremo, dove si è classificato al ventiquattresimo posto al termine della manifestazione.

## Antefatti e descrizione
Il brano, scritto dalla stessa cantautrice con Federica Abbate e Jacopo Angelo Ettorre, in arte Jacopo Èt, è prodotto da Carlo Avarello, Nicola Lazzarin, in arte Cripo, e Gorbaciof. Esso, avendo segnato la seconda partecipazione dell'artista al Festival di Sanremo, è stato descritto in un'intervista in conferenza stampa:

## Promozione
Dopo la conferma della cantautrice tra i big in gara al Festival di Sanremo 2025, annunciata da Carlo Conti al TG1 il 1º dicembre 2024, il titolo del brano è stato rivelato il 18 dicembre nel corso della finale della diciottesima edizione del concorso canoro Sanremo Giovani.

## Video musicale
Il video musicale, diretto da Manuel Amicucci, è stato pubblicato in concomitanza all'uscita del brano attraverso il canale YouTube dell'Isola degli Artisti.

## Tracce
Testi di Serena Brancale, Federica Abbate e Jacopo Angelo Ettorre, musiche di Serena Brancale, Federica Abbate, Jacopo Angelo Ettorre, Manuel Finotti e Nicola Lazzarin.
Download digitale, streaming
1. Anema e core – 2:46

7"
- Lato A

1. Anema e core

- Lato B

1. Alleria

## Formazione
- Serena Brancale – voce
- Carlo Avarello – produzione
- Gorbaciof – programmazione, produzione
- Nicola "Cripo" Lazzarin – programmazione, produzione

## Classifiche
| Classifica (2025) | Posizione massima |
| ----------------- | ----------------- |
| Italia            | 10                |

## Date di pubblicazione
| Paese  | Data             | Formato                      | Etichetta          | Nota   |
| ------ | ---------------- | ---------------------------- | ------------------ | ------ |
| Mondo  | 12 febbraio 2025 | Download digitale, streaming | Warner Music Italy | [ 26 ] |
| Italia | 12 febbraio 2025 | Contemporary hit radio       | Warner Music Italy | [ 6 ]  |
| Italia | 14 febbraio 2025 | 7"                           | Warner Music Italy | [ 27 ] |